# 127 (nombre)
Pour les articles homonymes, voir 127 (homonymie).
127 (cent vingt-sept) est l'entier naturel qui suit 126 et qui précède 128. 
127 peut également être associé au groupe nct.

## En mathématiques
Cent vingt-sept est :
- un nombre premier ;
- un nombre de Mersenne (27 – 1) donc répunit en base 2 ;
- un nombre brésilien premier ;
- le 4e nombre de Mersenne premier et le 2e nombre double de Mersenne premier ;
- en tant que nombre premier de Mersenne, 127 est relié au nombre parfait 8 128 ;
- un nombre premier hexagonal centré donc cubain ;
- le 7e nombre de Motzkin ;
- un nombre de Friedman agréable en base dix, puisque 127 = –1 + 27, autant qu'en binaire puisque 1111111 = (1 + 1)111 – 1 × 1.
- un nombre premier cousin avec 131.